# ایسا تنگبلاد
ایسا تنگبلاد (به انگلیسی: Isa Tengblad) با نام کامل ایسا سانا ماتیاسدوتر تنگبلاد (به انگلیسی: Isa Sanna Mattiasdotter Tengblad) (زاده ۲۵ آوریل ۱۹۹۸) خواننده و ترانه‌سرا سوئدی است.